# 王全杰
王全杰（1950年11月—），河南省武陟县人，中国学者。烟台大学教授，国家制革技术研究推广中心主任，曾任十届全国人大代表、中国科技大学博士生导师。2010年度百位华人公共知识分子。